# Кардаков, Николай Иванович
Николай Иванович Кардаков (нем. Nikolai Kardakoff; 1 января 1885 — 7 марта 1973) — русский энтомолог и специалист по бонистике.

## Биография
Родился в деревне Кардаковская Котельничского уезда Вятской губернии в купеческом роду.
Его отцом был Иван Семенович Кардаков.
С 1909 член Русского энтомологического общества. Собирал бабочек на Алтае и Дальнем Востоке, а также в Индокитае и на Цейлоне. В годы гражданской войны, по-видимому, находился в военных частях под командованием адмирала Колчака, однако уже с 1919 снова занимался сбором энтомологических коллекций на Дальнем Востоке (находятся в Государственном музее Дальнего Востока в Хабаровске). В эти же годы, вероятно, обратился к занятиям бонистикой под влиянием известного бониста Л. М. Иольсона и в 1922 был направлен в Берлин как представитель Советской Филателистической Ассоциации. Окончил Геттингентский университет  по  специальности  энтомология  (наука  о  насекомых).  В  1921  году поступил на работу  в Германский Энтомологический институт Берлин - Далем. Десять лет  работал  внештатно,  затем  с  повременной  оплатой.  В  1934-1943  гг .  уже  состоял  в штате  лепидоптерологом.  Портрет  профессора  Кардакова  был  сделан  для американской  коллекции  энтомологов  мира.  Институт  из-за  бомбардировок  был эвакуирован.  Николай  Иванович  устроился  в  Зоологический  музей  университета  им. братьев  Гумбольдтов  в  Берлине.  В  1951-53  гг .  его  научные  работы  получили  премии Германской  Академии  наук.  Николай Кардаков был ученым, чья работа по систематизации была номинирована на Нобелевскую премию от Германии,  но он не был отмечен комитетом. В Германии Николай Кардаков прожил всю оставшуюся жизнь, занимаясь как бонистикой (ему принадлежат два известных каталога денежных знаков России), так и энтомологией (в 1934—1943 он заведовал секцией чешуекрылых Немецкого Энтомологического института, затем работал в Берлинском музее естественной истории). Исследователями отмечено знакомство Кардакова с Владимиром Набоковым, который называл его своим «энтомологическим другом».

## Труды

### Книги
- Иольсон Л. М., Кардаков Н. И. Перечень денежных знаков, выпущенных и курсировавших на территории б. Российской империи в годы войны и революции (1914—1923). — Берлин, 1923.
- Кардаков Н. И. Каталог денежных знаков России и Балтийских стран 1769—1950 гг. [ = Kardakoff N. Katalog der Geldscheine von Russland und der Baltischen Staaten, 1769—1950]. — Берлин, 1953.

### Статьи
- Кардаков Н. Схема классификации русских бон. //СФ-СК1925, №20, с. 8-10
- Кардаков Н. Интересная находка. //СК-СФ 1926, №10, с, 9-10, илл. Марки-деньги с фальшивой надписью, изготовленные в Германии в 1919 году.
- Кардаков Н. Поневежские боны. //СК-СФ 1926, №1 1, с. 19-20, илл. Деньги поневежского Совета рабочих депутатов 1919 года.
- Н.(иколай) К.(ардаков) К коллекционерам русских денежных знаков. 1930 №3 октябрь. С.11.
- Н. Росбер (Н. Кардаков) Денежные знаки РСФСР и их разновидности по водяным знакам. Россика 1930 №4. С.11-14.
- Н. Росбер (Н. Кардаков) Эмиссия первого Крымского правительства Россика 1931. №6. С.32-34.
- Н. Росбер (Н. Кардаков) Денежные знаки Главного командования вооруженными силами на Юге России. Россика 1931 №7. С.56-58.
- Н. Росбер (Н. Кардаков) Что следует знать коллекционеру денежных знаков. Россика 1932 №9. С.124-125.
- Н. Росбер (Н. Кардаков) Что следует знать коллекционеру денежных знаков. Россика 1933 №13. С.22-23.
- Н. Росбер Надпечатки “Освага” Россика, № 14, 1933 г., стр.59-61.
- Бонист Еще о денежных знаках города Либавы. (С.Ф.А. №№ 12009-12023). Россика №18, 1934. c 138.
- Н.Росбер Как монтировать бонные коллекции // Россика 1935 декабрь № 22 С.205-209
- Н.Росбер Денежные знаки Украины //Россика 1936 июнь №23. С.228-234.
- Н.Кардаков Денежные знаки Украины. Местные выпуски. // Россика 1936 ноябрь, №24. С.254-260
- Поправки к статье "Денежные знаки Украины" (№23). // Россика 1936 ноябрь, №25 С. 26.
- Н.Кардаков Денежные знаки Украины. Местные выпуски.(продолжение) // Россика 1937 июнь №26 С.46-51
- Н.Кардаков Денежные знаки Украины. Местные выпуски.(продолжение) // Россика 1937 октябрь. №27 С.69-75
- Н.Кардаков Денежные знаки Украины. Местные выпуски.(продолжение) // Россика 1937 декабрь №28. С.91-93.
- Н.Кардаков Денежные знаки Украины. Местные выпуски.(продолжение) // Россика 1938 январь-февраль №29. С.107-110.
- Поправки к статье "Денежные знаки Украины" (к №28). // Россика 1938 январь-февраль №29. С.110.
- Н.Кардаков Денежные знаки Украины. Местные выпуски.(окончание) // Россика 1938 март-апрель №30. С.130-135.
- Н. Кардаков ДЕНЕЖНЫЕ ЗНАКИ ТЕРСКО-ДАГЕСТАНСКОЙ ОБЛАСТИ. Россика, № 31, 1938 г., стр.154-157.
- Кардаков Денежные знаки терской республики //Россика 1938 №32-33. С.169-171.
- Кардаков Денежные знаки терского казачьего войска // Россика 1938 №32-33. С.171.
- Кардаков Денежные знаки Гикало и Узун-Хаджи // Россика 1938 №34 С.179-183.
- Поправки к статье "Ден.зн. Терско-Даг.обл." к №31. // Россика 1938. №34 С.183.
- Н. Кардаков. Денежные знаки Кубанского Краевого Правительства. Россика. № 36. 1939г. стр.227-228.
- Н.Кардаков Деньги Шкуро // Россика 1939 №36. С.228-230.
- Н. Кардаков Денежные знаки зеленых в Черноморской губернии. Россика № 37, 1939г., стр. 252-253.
- Н. Кардаков ДЕНЕЖНЫЕ ЗНАКИ ЖЕЛЕЗНЫХ ДОРОГ НА КАВКАЗЕ. Общество Владикавказской железной дороги. Россика № 37,1939г. стр.254-255.
- Поправка к статье "Ден. зн. Кубанской и Сев.-Кавк. республики" к. №35. // Россика 1939 №37. С.255.
- Н. Кардаков ЗНАКИ ГЕРМАНСКОЙ ОККУПАЦИИ В РОССИИ И ПОЛЬШЕ. Россика №45, 1954. с.37
- Н. Кардаков РУССКИЕ МАРКИ-ДЕНЬГИ ГЕРМАНСКОГО ИЗГОТОВЛЕНИЯ Россика №46-47. 1955  c. 40-41.
- Н. Кардаков Первые русские ассигнации и кредитные билеты №46-47. 1955.
- Н. Кардаков ДЕНЕЖHЫE ЗНАКИ ВРЕМЕННОГО ПРАВИТЕЛЬСТВА АМЕРИКАНСКОГО ИЗГОТОВЛЕНИЯ. Россика 1957 №51.
- Н. Кардаков ХАРВАТКИ. Россика 1957 №51
- Н. Кардаков ТРАМВАЙНЫЕ БИЛЕТЫ В КАЧЕСТВЕ ДЕНЕЖНЫХ ЗНАКОВ.  Россика 1957. №52-53
- Кардаков Н. О каталоге бон. //Ежемесячный Бюллетень Южного объединения отделения Советской филателистической Ассоциации. Харьков. 1929, №1, с. 3-4.
- Кардаков Н. О заграничном обмене. //Ежемесячный Бюллетень Южного объединения отделения Советской филателистической Ассоциации. Харьков. 1929, №6, с. 5. Отклик на статью И.М. Кальнина[4].